# Ellinor Holland
Ellinor Holland, geborene Frenzel (* 12. September 1928 in Dresden; † 17. Dezember 2010 in Augsburg), war eine deutsche Journalistin, Gesellschafterin der Mediengruppe Pressedruck sowie Verlegerin und Herausgeberin der Augsburger Allgemeinen (AZ), ihrer Heimatzeitungen und der Allgäuer Zeitung.

## Leben
Ellinor Holland war das einzige Kind des Journalisten Curt Frenzel und seiner Ehefrau Charlotte. Ihr Vater ging Ende des Zweiten Weltkriegs nach Augsburg und gründete mit „Lizenz Nr. 7“ der amerikanischen Besatzungsmacht die Tageszeitung Schwäbische Landeszeitung, die erstmals am 30. Oktober 1945 erschien. Frau und Tochter kamen Anfang Dezember 1945 nach. 
Sie besuchte in Augsburg das Maria-Theresia-Gymnasium. Nach dem Abitur im Jahr 1947 nahm sie in München das Studium der Zeitungswissenschaften auf. Parallel dazu konnte sie in der Augsburger Zeitungsredaktion mitarbeiten. Sie vertiefte ihre Kenntnisse im Ausland und erhielt eine Chance als Hospitantin im Pariser Büro der dpa. Nach dieser Zeit ging sie zur Westdeutschen Allgemeinen Zeitung (WAZ) in Essen. Hier traf sie auf den Berufskollegen Günter Holland, den sie am 15. Juni 1956 heiratete. Das Ehepaar ging nach Paris, wo Günter Holland als Korrespondent Artikel für unter anderem die WAZ und die Schwäbische Landeszeitung schrieb. Ellinor Holland verfasste als Korrespondentin Presseberichte für die Tageszeitung ihres Vaters.
Die Schwäbische Landeszeitung war inzwischen in Augsburger Allgemeine umbenannt worden. Auf Wunsch von Curt Frenzel kehrte das Ehepaar 1962 nach Augsburg zurück. Günter Holland erhielt den Posten des Chefs vom Dienst. Im Dezember 1965 appellierte die Augsburger Allgemeine an ihre Leserschaft um Geldspenden für Hilfsbedürftige in der Region. Der Aufruf hatte großen Erfolg. Aus den Spendenmitteln erwuchs das Leserhilfswerk „Kartei der Not“, um das sich Ellinor Holland von Anfang an kümmerte und das sie fortwährend begleitete und förderte.
Nach dem Tod ihres Vaters stieg Holland im Jahr 1970 in die Geschäftsleitung der Mediengruppe Pressedruck ein und führte das Unternehmen gemeinsam mit ihrem Ehemann, der Chefredakteur der Augsburger Allgemeinen wurde. Unter ihrer Führung wurde die Zeitung mit dem Verbreitungsgebiet in Bayerisch-Schwaben zu einer der großen Regionalzeitungen Deutschlands und der Verlag zu einem führenden Haus der deutschen Medienbranche. Nach dem Tod ihres Mannes am 13. August 2006 rückten ihre Töchter Ellinor und Alexandra in der Gesellschafterfunktion nach.
Holland stellte sich stets den Herausforderungen an einen modernen Zeitungsverlag. Zu Beginn der 1980er Jahre wurde der Bau eines neuen Verlagsgebäudes im Augsburger Stadtteil Lechhausen mit einer neuesten Rotationsdruckmaschine realisiert. Das alte Gebäude in der Innenstadt war zu eng geworden. Durch die Entwicklung und das Anbieten von lokalem Radio und Fernsehen avancierte der frühere Zeitungsverlag im Laufe der Zeit unter  Hollands Leitung zur Mediengruppe Pressedruck, die auch ins Briefpostgeschäft expandierte.
Am 17. Dezember 2010 starb die Ellinor Holland nach schwerer Krankheit.

## Leserhilfswerk „Kartei der Not“
Holland gründete 1965 das Leserhilfswerk der Mediengruppe Pressedruck, „Kartei der Not“, das sie bis zu ihrem Tod leitete. Damit half sie Menschen, die unverschuldet in Schwierigkeiten geraten waren. Bis zu ihrem Tod wurden etwa 30 Millionen Euro gesammelt.

## Skulptur „Aphrodite“
Um der Stadt Augsburg und den Bürgern ein Brunnendenkmal zu stiften, erwarb Holland vom renommierten Maler und Bildhauer Markus Lüpertz die Skulptur „Aphrodite“. Für den neuen Augsburger Prachtbrunnen sollten öffentliche Mittel zur Verfügung gestellt werden, als Standort war der Augsburger Ulrichplatz vorgesehen, dessen Neugestaltung geplant war. Das Kunstwerk war hinsichtlich seiner Ästhetik im Augsburger Stadtrat und bei den Bürgern umstritten, auch ein probeweises Aufstellen im Augsburger Rathaus führte nicht zu einem Meinungsumschwung. Oberbürgermeister Paul Wengert teilte schließlich den Verzicht auf das Geschenk mit, was die Stifterin verärgerte. Das bezahlte Kunstwerk fand schließlich eine Heimstatt im Innenhof des Mediengebäudes der Tageszeitung Augsburger Allgemeine.

## Ellinor Holland Kunstpreis
Im Jahr 2010 vergab das Landsberger Tagblatt, eine Heimatzeitung der Augsburger Allgemeinen, erstmals den Ellinor Holland Kunstpreis, der nach der kunstinteressierten Verlegerin benannt wurde. Erster Preisträger war der Holzbildhauer Andreas Kuhnlein.

## Ehrungen und Auszeichnungen (Auswahl)
- Großes Verdienstkreuz des Verdienstordens der Bundesrepublik Deutschland
- Bayerischer Verdienstorden
- Bayerische Verfassungsmedaille in Gold
- Ehrenpreis des bayerischen Printmedienpreises für ihr Lebenswerk